# 經肚臍隆乳術
經肚臍隆乳術（Transumbilical breast augmentation）是一種隆乳整形手術，簡稱TUBA，透過微創手法將乳房植體經由肚臍的切口植入，並將疤痕隱藏在肚臍裡，擁有傷口隱蔽的特性，又被稱為「近乎無疤痕隆乳手術（scarless breast augmentation）」。

## 歷史
1962年，美國整形外科醫生托馬斯•克羅寧（Thomas Cronin）、弗蘭克•傑羅（Frank Gerow）進行了第一例使用矽膠填充假體的隆乳手術，並於1963年公開發表，當時的作法是，將乳房假體透過人體乳房下緣切口（IMF,Inframammary Fold）植入女性乳房之中。
1972年，Dr. Jenny H.發表了乳暈內隆乳(Areolar Approach)手術，該技術可透過乳頭乳暈復合體（NAC, nipple-areolar complex）下的切口植入乳房假體。
1973年，Dr. Koeller發表了透過腋下切口(Transaxillary Approach)植入假體，放置於胸大肌下的隆乳技術。
1991年，美國休士頓的整形醫師傑拉德•約翰遜（Gerald Johnson）研發出經肚臍隆乳術並在臨床上首度使用，透過女性肚臍上的小切口植入乳房植體，讓整形外科隆乳手術進入新的里程碑。
2010年至今，已經有醫界人士研發出新式的「經肚臍果凍隆乳術」，保留傷口隱蔽、疼痛少、恢復快的特性，突破材質與尺寸的限制，讓經肚臍隆乳術更加完善。但這項技術門檻高而尚未普及，亞洲地區除了少部份的台灣、韓國醫師，得前往美國才能進行術式。

## 手術方式
運用單孔技術（Single Hole）自肚臍上緣切開小於1.5公分的切口，利用特殊的皮下組織及胸大肌剝離器，將肚臍至胸大肌之間剝離出皮下隧道，在淺層肌肉運送乳房植體至指定位置，最後將疤痕隱藏在肚臍中。

## 技術特點

### 歷經多次改良
傳統的經肚臍隆乳術在材質上使用的是鹽水袋，因為水流動性高、比較柔軟，所以可以配合內視鏡、剝離器放進肚臍切口進行隆乳手術，而果凍矽膠材質的乳房植體要放入就會有困難，所以坊間還有許多醫師在幫受術人使用鹽水袋。
「經肚臍果凍隆乳術」則是一項技術上的新突破，無論是鹽水袋、果凍矽膠、光滑面、紋理面等材質都能使用，受術者必須與醫師做全面性的溝通討論，配合3D影像模擬與測試袋，來找到想要的乳形和尺寸。 

### 安全性高
經肚臍隆乳術（TUBA）使用內視鏡技術輔助，具有出血量少、對組織傷害少、術後疼痛少、腫漲少、感染率較低且恢復速度快的特性，由於疤痕在肚臍處，離乳房比較遠，對乳頭及乳暈神經的傷害可降到最低。施術通道則落在人體六塊肌上方的筋膜上方非常淺層的部位，刊登於2011年「The American Journal of Cosmetic Surgery」的醫學文章說明：「在過去的17年，我們追蹤了5073個『經肚臍隆乳』個案，證實 『經肚臍隆乳』有低感染率、低莢膜攣縮、低併發症等優點。」
術式的出血量約半湯匙，不需額外放置引流瓶，多餘的血水、麻醉藥可隨著地心引力直接從肚臍切口排出，減少術後胸部腫脹的不適感，並降低多餘血水在身體內可能造成的感染。而疤痕隱蔽的特性，讓西方國家稱呼TUBA為「隱形隆乳」和「近乎無疤痕隆乳手術」。

### 和傳統術式的差別
傳統的腋下、乳下、乳暈等切口術式比較容易碰觸到人體大量神經與血管部位，腋下的大血管、肌肉神經叢非常多，一不慎就會造成出血或神經傷害。TUBA經肚臍隆乳的操作路徑相對安全許多。經肚臍隆乳手術可以做到單一傷口（Single Wound），其他術式都必須要兩道傷口，對身體來說，傷口少而小，安全性和恢復速度都會比較好。
腋下隆乳在疼痛指數上是很高的，手術後很長一段日子，患者做舉手動作都會牽動到傷處，如坐公車、捷運、穿衣服等，都會拉扯到腋下傷口，對怕痛的女性而言是大問題。但傷口在肚臍就不用擔心，經肚臍隆乳僅有一道傷口，術後照顧簡單很多，術後雙手也能活動自如。
經肚臍隆乳術恢復期是傳統術式的一半或更短，術後無需住院、無需放置任何引流管，休息幾個小時即可回家，手術當天可淋浴。相對於傳統隆乳手術恢復期約1～4週，經肚臍隆乳僅需5～7天，若平常生活沒有太大動作的出力，隔天即可回歸日常生活。
作為新世代的隆乳術式，經肚臍隆乳術對技術力要求較高，醫師須經正式訓練及具備長時間的臨床經驗，且執行成本也比傳統術式來得高出不少。依照個人的先天條件、身形、凹胸凸胸、三角乳形、下垂、乳腺萎縮以及個人的訴求有不同的價格，根據地區所在、不同診所也會有所不同。

## 哪些人適合做手術
亞洲人因為體質的關係，比西方人更容易有色素沉澱的情形，且亞洲人在外貌上比較追求自然，疤痕是很多想隆乳的女性擔心的問題。擔心留疤、怕痛、有一定預算、想盡快回歸日常生活、或是有蟹足腫體質的人，在術式的選擇上都適合經肚臍隆乳術。
少部分乳房嚴重下垂、已經做過一次隆乳手術、或經專業醫師評估不適合的人，都不建議做經肚臍隆乳術。

## 坊間傳言
經肚臍隆乳術剛問世時，由於醫學知識還未普及，有許多流言傳出，包含肚臍這麼小、隆乳材質這麼大，怎麼可能放得進去的質疑，或是認為施術路徑這麼長，一定會對身體內部組織造成傷害。但作為隆乳的最新技術，「經肚臍果凍隆乳」，改善了傳統術式的缺點，過程與術後照顧都更為簡單安全，但因為對技術力要求高，並非所有整形外科醫師都有能力進行這項術式。